# Рене-Жюст Гаюї
Рене-Жюст Гаюї (фр. René Just Haüy; 28 лютого 1743, Сен-Жуст-ан-Шоссе — 3 червня 1822, Париж) — французький мінералог і кристалограф. Іноземний почесний член Петербурзької академії наук (1806). Відкрив один з основних законів кристалографії (закон Аюї).

## Біографія
Рене-Жюст Гаюї народився в Сен-Жюст-ан-Шоссе 28 лютого 1743 року в провінції Іль-де-Франс (пізніше — департамент Уаза). Його батьками були Юст Аюї, бідний ткач полотна, і його дружина Магдлен Канделот.
Інтерес Аюї до служб і музики місцевої церкви привернув до нього увагу пріора сусіднього абатства премонстрантів. Через нього Аюї познайомили з колегою в Парижі та отримали стипендію в коледжі Наваррі. Зрештою Аюї став ашером, а в 1764 році був призначений регентом (магістром) четвертого класу.
Аюї також прогресував у своєму релігійному навчанні. Він прийняв постриг у 1762 році, прийняв сан у 1765 році і був призначений іподияконом у 1767 році, став дияконом у 1769 році та був висвячений на римо-католицького священика у 1770 році.
Після висвячення Аюї став регентом (вчителем) другого класу в коледжі Кардинала-Лемуана. Завдяки дружбі зі своїм духовним керівником, аббатом Ломондом, Аюї зацікавився спочатку ботанікою, а після лекції Луї-Жан-Марі Добентона — мінералогією.
Його брат Валентин Аюї був засновником першої школи для сліпих Institution des Jeunes Aveugles (Інститут для сліпої молоді) у Парижі.

## Праці
- Essai d'une théorie sur la structure des crystaux (1784) BNF
- Exposition raisonné de la théorie de l'électricité et du magnétisme, d'après les principes d'Æpinus (1787) BNF
- De la structure considérée comme caractère distinctif des minéraux (1793)
- Exposition abrégé de la théorie de la structure des cristaux (1793) BNF
- Extrait d'un traité élémentaire de minéralogie (1797)
- Traité de minéralogie (5 vols, 1801) BNF: Vol 1 Vol 2 Vol 3 Vol 4 Vol 5
- Traité élémentaire de physique (2 vols 1803, 1806); Quatrième édition, 1855
- Tableau comparatif des résultats de la cristallographie, et de l'analyse chimique relativement à la classification des minéraux (1809) BNF
- Traité des pierres précieuses (1817) BNF
- Traité de cristallographie  (2 vols, 1822) Google Books
- Гаюи Р. Ж. Структура кристаллов. Серия «Классики науки». М.-Л., 1962.